# يعمر بن عوف
يعمر بن عوف بن كعب بن عامر بن ليث بن بكر من كنانة، أحد حكام العرب من قريش في الجاهلية. كان يقال له (الشدّاخ). قال ابن حبيب: «سمي بذلك لشدخه الدماء بين قريش وخزاعة، وكانت قريش قاتلت خزاعة، وأرادوا إخراجها من مكة، فتراضى الفريقان بيعمر، فحكم بينهم، وساوى بين الدماء على ألا تخرج خزاعة من مكة». وفي القاموس والتاج: «حكم بين قصيّ وخزاعة -وفي كثير من النسخ قضاعة- في أمر الكعبة، فشدخ دماء خزاعة تحت قدمه وأبطلها، وقضى بالبيت لقصي».

وفّل اليعقوبي بذلك بما موجزه: «كانت حجابة البيت إلى خزاعة، فلما شرُف قصي وعز وولد له الأولاد، جمع إليه قومه من بني فهر بن مالك، ونصب الحرب لخزاعة، فاقتتلوا بالأبطح، وكثرت التقلى في الفريقين، ثم تداعوا إلى الصلح ورضوا بأن يحكم بينهم يعمر بن عوف، فقضى بأن قصياً أولى بالبيت وبأمر مكة من خزاعة، وأن كل دم أصابه قصي من خزاعة موضوع غنه، يشدخه تحت قدميه، وأن ما أصابت خزاعة من فريش ففيه الدية، فودَوا خمساً وعشرين بدنة (والبدنة الضحية من الإبل) وثلاثين حرَجَاً (بفتحتين: الناقة الضامرة الطويلة)».

وإلى يعمر ينسب معدان بن طلحة اليعمري من التابعين. قال الزبيدي: "يعمر جد (بني داب) الذين أخذ عنهم كثير من علم الأخبار والأنساب.